# Loi relative aux libertés et responsabilités des universités
Lire en ligne

Lire sur Légifrance

La loi relative aux libertés et responsabilités des universités (dite loi LRU ou loi Pécresse), initialement intitulée loi portant organisation de la nouvelle université et communément appelée loi d'autonomie des universités, bien que cela n’ait jamais été son titre officiel, est la loi française no 2007-1199 du 10 août 2007 adoptée sous le gouvernement François Fillon (2). 
Le projet de loi est annoncé fin mai 2007 et élaboré le mois suivant avec les partenaires sociaux et organisations représentatives étudiantes par Valérie Pécresse, alors ministre de l’Enseignement supérieur et de la Recherche, qui défend la loi devant le Parlement en juillet et août 2007. Cette loi est critiquée par la plupart des organisations étudiantes, les syndicats d’enseignants-chercheurs, et soutenue par la Conférence des présidents d'université et quelques associations étudiantes[réf. nécessaire]. 
La loi LRU prévoit principalement que, d’ici au 1er janvier 2013, toutes les universités accèdent à l’autonomie dans les domaines budgétaire (article 50) et de gestion de leurs ressources humaines et qu’elles puissent devenir propriétaires de leurs biens immobiliers. Elle s’inscrit dans une série de mesures visant à revaloriser certaines universités françaises (comme le Plan Campus).

## Élaboration de la loi

### Objectifs affichés
Pour l’exécutif français, la loi poursuit trois objectifs : « rendre l'université attractive », « sortir de la paralysie de la gouvernance actuelle » et « rendre la recherche universitaire visible à l'échelle internationale ». Le premier de ces objectifs est mis en relation avec le taux d'échec en premier cycle, le nombre de sorties sans qualification, et le temps de recherche d'emploi après le deuxième avec le rôle de médiation précédemment dévolu aux présidents d'université; et le troisième avec les positions des établissements français dans les classements internationaux, comme le controversé classement de Shanghai. D'une manière plus générale, les objectifs du gouvernement pour les universités sont détaillés dans la lettre de mission adressée à Valérie Pécresse par le Président de la République.

### Phase de concertation
La concertation sur le projet de loi relatif aux libertés des universités s’est ouverte le 23 mai 2007. Après une série de rencontres bilatérales, Valérie Pécresse a mis en place trois groupes de travail sur l’autonomie des universités :
- le premier a réfléchi sur la question de la gouvernance universitaire ;
- le deuxième a travaillé sur le périmètre de l'autonomie des universités ;
- le troisième a eu la charge des modalités d'accompagnement de la réforme.

Au total, il y a eu plus de 60 heures de discussion avec les représentants de la communauté universitaire. 
Un avant-projet de texte a été présenté à l’ensemble des partenaires de la concertation le 19 juin. Le Cneser a rejeté la première version du texte, qui prévoyait l'autonomie optionnelle des universités, la sélection à l'entrée du Master, et une réduction à 20 membres du Conseil d'administration. Un nouveau texte a été présenté aux partenaires de la concertation le 27 juin. Ces trois points ont été retirés (pour la sélection en Master) ou amendés (l'autonomie sera obligatoire, et non plus optionnelle, le Conseil d'administration comportera de 20 à 30 membres, au choix des universités).

### Calendrier d’examen du texte
- 3 juillet 2007 : audition de Valérie Pécresse devant le Conseil économique et social
- 4 juillet 2007 : présentation en Conseil des ministres du projet de loi
- 5 juillet 2007 : audition de Valérie Pécresse par la Commission des Affaires culturelles, familiales et sociales du Sénat sur le projet de loi
- 10 juillet 2007 : examen du projet de loi par la commission des affaires culturelles du Sénat
- 11-13 juillet 2007 : le texte du projet de loi est adopté en première lecture par le Sénat. Une modification du texte effectuée par les sénateurs porte sur l'élection des présidents d'universités[5].
- 17-18 juillet 2007 : examen du projet de loi par la Commission des affaires culturelles, familiales et sociales de l’Assemblée nationale (rapporteur : Benoist Apparu, UMP, Marne)
- 23-25 juillet 2007 : examen du projet de loi en séance publique par l’Assemblée nationale
- 1er août 2007 : examen du texte en Commission mixte paritaire et adoption par les deux assemblées
- 10 août 2007 : promulgation de la loi
- 11 août 2007 : publication de la loi au Journal officiel.

## Contenu de la loi
La nouvelle loi dote les universités d’une nouvelle organisation dans un délai d’un an, et de nouvelles compétences dans un délai maximal de cinq ans. Elle change également le système de gouvernance de l’université (rôles des conseils centraux et du président d’université) et met en place un dispositif de pré-inscription à l’université. Elle comporte également d’autres mesures relatives aux universités.

### La gouvernance
La loi introduit au code de l'éducation une nouvelle section intitulée « la gouvernance » et modifie les règles d’organisation des universités. Les universités ont dû adopter de nouveaux statuts conformes aux principes de la loi dans les  mois suivants la promulgation de la loi et les mettre en application dans l’année.

#### Conseil d’Administration (CA)
L’effectif du conseil d’administration passe d'entre 30 et 60 membres à 20 à 30 membres.
La composition du conseil d’administration subit certaines modifications : il est plus largement composé de personnalités extérieures, dont des représentants des collectivités territoriales (notamment la région), du monde socio-économique et un dirigeant d’entreprise. Cependant, il n’intègre plus obligatoirement de représentants d’organisations syndicales de salariés, des associations scientifiques et culturelles, des organismes du secteur de l’économie sociale et des grands services publics. La communauté universitaire est moins représentée dans ce conseil. La part minimum des étudiants et du personnel IATOS diminue (respectivement de 20 à 10 % et de 10 à 6,7 %).
|                                              | avant la loi LRU | après la loi LRU               |
| nombre de membres                            | de 30 à 60       | de 20 à 30                     |
| étudiants et personnes en formation continue | de 20 à 25 %     | de 3 à 5 (de 10,7 % à 22,7 %)  |
| IATOS                                        | de 10 à 15 %     | 2 ou 3 (de 6,9 % à 14,3 %)     |
| enseignants chercheurs et assimilés          | de 40 à 45 %     | de 8 à 14 (de 33,3 % à 53,8 %) |
| personnalités extérieures                    | de 20 à 30 %     | 7 ou 8 (de 24,1 % à 38,1 %)    |
| -------------------------------------------- | ---------------- | ------------------------------ |

Le mode d’élection du conseil d’administration change pour les représentants des enseignants-chercheurs, enseignants et chercheurs: s’il s'agit toujours d'un scrutin de liste à un tour avec représentation proportionnelle, une prime majoritaire est introduite (la moitié des sièges à pourvoir est attribuée à la liste majoritaire, le reste étant réparti à la représentation proportionnelle). Le panachage n'est plus permis pour l'élection des représentants du personnel. Enfin, les listes des différentes catégories de personnels enseignants-chercheurs, enseignants et chercheurs peuvent se regrouper autour d'un « projet d'établissement ».
Les pouvoirs du conseil d’administration sont élargis. Notamment, il peut directement créer les unités de formation et de recherche, définir les principes généraux de répartition des obligations de service du personnel et proposer la nomination du personnel après avis du comité de sélection.  Ceci s'accompagne d'une réduction des attributions du conseil scientifique et du conseil des études et de la vie universitaire, qui n'ont plus pour rôle de proposer au conseil d'administration les orientations à adopter (respectivement sur la politique scientifique et sur les enseignements), mais sont simplement consultés sur celles-ci. Ils peuvent cependant émettre des vœux.

#### Président de l'Université
Les conditions d’élection du président de l’université changent : il est élu par les membres élus du conseil d’administration, à la majorité absolue, et non plus par l’ensemble des trois conseils statutaires. 
Son mandat correspond à celui du conseil d’administration et des autres conseils : il dure quatre ans, et peut être renouvelé une fois, alors qu'il durait auparavant cinq ans sans possibilité de renouvellement immédiat. 
Le président présente annuellement un rapport d’activités au conseil d’administration. Il n’est plus nécessairement enseignant-chercheur mais enseignant-chercheur, chercheur, professeur ou maître de conférence, associé ou invité, ou tout autre personnel assimilé. 
Le président de l’université dispose de nouveaux pouvoirs :
- Le président peut embaucher du personnel en Contrat à durée déterminée ou indéterminée pour des fonctions d’enseignement, de recherche, techniques ou administratives, y compris des enseignants étrangers, à des salaires attractifs. Il peut ainsi disposer, pour une durée déterminée ou indéterminée, d'agents contractuels sur des postes d'enseignement, de recherche, techniques ou administratifs[20]. Il peut aussi distribuer des primes au mérite au personnel.
- Il possède un droit de veto sur les affectations de personnels et les recrutements d'enseignants[19].
- Il attribue des primes aux personnels[21].

#### Divers
Des suppléants pour les représentants des étudiants aux conseils sont mis en place. Ils ne peuvent toutefois siéger qu'en l'absence des titulaires. Un vice-président étudiant chargé des questions étudiantes sera élu au conseil des études et de la vie universitaire. Cette pratique était déjà largement répandue, elle est désormais obligatoire. Un dispositif de formation et d'information des élus étudiants est prévu par la loi. La représentation des étudiants de troisième cycle au conseil scientifique est de 10 à 15 % au lieu de 7,5 à 12,5 %.
Les universités sont désormais dotées d'un comité technique paritaire, créé par délibération du conseil d'administration, qui outre ses attributions résultant de la loi no 84-16 du 11 janvier 1984, est également consulté sur la politique de gestion des ressources humaines. 
Plusieurs universités peuvent décider de fusionner entre elles ou au sein d'un nouvel établissement si leurs conseils d'administration respectifs l'approuvent à la majorité absolue et si le regroupement est approuvé par décret. Plus généralement, une université peut changer de statut et de structures si son conseil d'administration l'approuve à la majorité absolue.

### Recrutements
L'examen des candidatures pour le recrutement des enseignants-chercheurs ne se fait désormais plus par une commission de spécialistes, mais par un comité de sélection. 
Les commissions de spécialistes étaient établies pour trois ans, composées majoritairement (60 à 70 %) de membres élus appartenant à l'établissement et minoritairement (de 30 à 40 %) de membres extérieurs nommés par le chef d'établissement, en respectant la parité numérique entre maîtres de conférences et professeurs des universités. La commission de spécialistes était chargée d'examiner les titres, travaux et activités des candidats et, après avoir entendu deux rapporteurs désignés par son bureau pour chaque candidat, d'établir une liste des candidats admis à poursuivre le concours par une audition devant la commission. La commission de spécialistes classait au maximum cinq candidats pour chaque emploi offert au concours, puis la liste de classement établie par la commission de spécialistes était transmise au conseil d'administration. Le conseil d'administration proposait au ministre chargé de l'enseignement supérieur soit seulement le premier candidat classé par la commission de spécialistes, soit celui-ci et un ou plusieurs des suivants dans l'ordre d'inscription sur la liste de classement. 
Les comités de sélection sont créés pour chaque emploi à pourvoir, ils sont nommés par le conseil d'administration sur proposition du président et après avis du conseil scientifique. Ils sont pour moitié au moins composés de membres extérieurs à l'université et seulement « majoritairement » de spécialistes du domaine. Le comité de sélection transmet un avis motivé au conseil d'administration qui propose au ministre un nom ou une liste de noms classés. Le président de l'université a un droit de veto sur tout recrutement en émettant un avis défavorable motivé.
Le recrutement d'agents contractuels peut désormais se faire en CDI (et non plus seulement en CDD).

### Compétences budgétaires et de gestion
La loi dote les universités d'une série de compétences budgétaires et de gestion, qui se divisent principalement en trois sous-ensembles.

#### Nouvelles compétences
Les universités peuvent se doter de nouvelles responsabilités et compétences (RCE, Responsabilités et Compétences Élargies), soit en le demandant, soit automatiquement dans un délai de cinq ans. Il s'agit de compétences budgétaires (autonomie budgétaire) et de gestion des ressources humaines (recrutement d'agents contractuels et gestion des primes par le président, répartition des obligations de service et création de dispositifs d'intéressement par le conseil d'administration).

#### Autonomie budgétaire renforcée
La loi renforce l'autonomie budgétaire des universités. L'autonomie financière des universités a été mise en place par la loi Faure de 1968 (titre V, intitulé « Autonomie financière », art. 26-29). Toutefois, jusqu'à présent, l'université ne disposait d’une autonomie budgétaire que sur près de 25 % du budget [réf. nécessaire], 75 % des allocations de crédits étaient fléchés par l'État [réf. nécessaire]. L’université pourra désormais gérer 100 % de son budget, en particulier la part dévolue à la masse salariale.

#### Fonds privés
Le budget de l'université peut être alimenté par des fonds privés. Quelques universités ont ainsi recruté des spécialistes de la levée de fonds [réf. nécessaire]. Certaines ont mis sur pied des fondations pour faire venir l'argent du privé. Il ne s'agit pas là d'une nouveauté : l'art. 26 de la loi Faure (1968) prévoyait déjà cette possibilité : « Les établissements publics à caractère scientifique et culturel disposent, pour l'accomplissement de leur mission, des équipements, personnels et crédits qui leur sont affectés par l'État. Ils disposent en outre d'autres ressources, provenant notamment de legs, donations et fondations, rémunérations de services, fonds de concours et subventions diverses. »

#### Création de fondations
Dès lors, l'innovation de la LRU ne porte pas tant sur le possible apport financier venant du privé, déjà prévu par la loi Faure (1968), mais par la défiscalisation de ces dons. Deux types de fondations sont prévues : les fondations universitaires, non dotées de la personnalité morale et les fondations partenariales, dotées de la personnalité morale et qui peuvent être créées en partenariat avec des entreprises. 
Les dons aux fondations sont déductibles de l'impôt sur le revenu pour les particuliers à hauteur de 66 % dans la limite de 20 % du revenu imposable et de l'impôt sur les sociétés à hauteur de 60 % dans la limite de 5 pour mille du chiffres d'affaires , comme pour les fondations d'entreprise et les associations reconnues d'utilité publique. L'Université Lyon I a été la première à mettre en place ce système, avec une fondation créée en juin 2007 et à laquelle Microsoft a apporté 180 000 € en novembre 2007. Sur la question de l'influence de ce financement sur le contenu des cours, le directeur éducation de Microsoft France, Eric Le Marois, déclare autoriser Lyon I à choisir : « On va apporter du contenu pédagogique avec IT Academy mais les enseignants seront libres de les utiliser ou non. C'est la même chose pour les logiciels libres, l'université pourra les utiliser si elle le souhaite ».

#### Allocations de transition
Pour accompagner cette transition, chaque établissement recevra une dotation de 250 000 euros supplémentaires : 200 000 pour financer des formations et 50 000 pour des primes aux personnels investis dans le passage à l’autonomie. 

#### Biens immobiliers
La loi LRU autorise aussi l’État à transférer aux établissements qui en font la demande la pleine propriété de leurs bâtiments, mis à disposition par l’État. L'État transfère ainsi gratuitement aux universités volontaires la propriété des biens immobiliers qui leur sont affectés. Elles pourront louer ces biens à un tiers avec l'accord de l'autorité administrative compétente, sous réserve de la continuité du service public. En 2011, les seules universités à faire cette démarche sont l'Université Toulouse 1 Capitole, Clermont Ferrand 1, et l'université de Poitiers.

### Dispositions diverses

#### Bureau d'aide à l'insertion professionnelle
Le service public de l'enseignement supérieur a une nouvelle mission : « l'orientation et l'insertion professionnelle ». Un bureau d'aide à l'insertion professionnelle des étudiants est également créé dans chaque université, dont le but est de diffuser les offres de stage, d'emplois, d'assister et de conseiller les étudiants dans leur recherche et de rédiger un rapport sur les stages et l'insertion professionnelle des étudiants de l'université.

#### Procédure de pré-inscription
Les universités doivent mettre en place une procédure de pré-inscription à l'université. Dans le cadre de cette pré-inscription obligatoire, l'université doit développer un dispositif d'information et d'orientation des candidats, en concertation avec les lycées.

#### Recrutement d'étudiants
Le chef d'établissement peut recruter des étudiants en formation initiale pour des activités de tutorat ou de service en bibliothèque (ce qui était déjà le cas avant). Un décret du 26 décembre 2007 est venu préciser les modalités de ce type de contrats, qui se rapproche de celui des autres contractuels mais est conclu pour douze mois au maximum et prévoit des modulations d'horaires de travail entre les périodes d'enseignement et les périodes de congés universitaires.

#### Médiateur national
L’existence d'un médiateur de l'Éducation nationale, désormais appelé médiateur de l'éducation nationale et de l'enseignement supérieur, est inscrite dans la loi.

#### Conférence des chefs d'établissements de l'enseignement supérieur
La loi modifie également le régime de la conférence des chefs d'établissements de l'enseignement supérieur, à travers la création d'une conférence des présidents d'université (CPU) et d'une conférence des directeurs des écoles françaises d'ingénieurs (CEDEFI). 

#### Comité de suivi
La loi prévoit un « comité de suivi », dont la composition a été fixée par le décret no 2008-72 du 23 janvier 2008 : quatre parlementaires et douze personnalités qualifiées nommées par le ministre chargé de l'enseignement supérieur. Le comité peut formuler des observations ou des recommandations sur l'application de la loi et plus généralement des réformes de l'enseignement supérieur. Il peut proposer de nouvelles évolutions législatives. Après renouvellement partiel en février 2011, les personnalités qualifiées membres du Comité de suivi sont Françoise Bévalot, Laurent Bigorgne, Gilbert Casasus, Jacques Delpla, Gilbert Knaub, François Mazon, Nicole Le Querler, Hugues-Arnault Mayer, Guy-René Perrin, Daniel Renoult, Jean-Marc Schlenker (président), Philippe Wisler. Les députés sont Françoise Guégot et Jean-Pierre Soisson, les sénateurs sont Philippe Adnot et Jean-Léonce Dupont.

## Réactions à la loi
La loi a suscité la vive réaction de certaines organisations étudiantes et du personnel d'université et un mouvement d'opposition dans de nombreux universités et lycées, pouvant se traduire par des grèves.

### Organisations étudiantes
- L'Unef a négocié la loi avec la ministre de l'enseignement supérieur et de la recherche et, après avoir obtenu notamment le retrait de la sélection à l'entrée du Master, et le contrôle national des frais d'inscriptions, l'a jugée « équilibrée » à l'époque[43]. Cependant, l'UNEF considère par la suite que le gouvernement n'aurait pas tenu ses promesses en matière budgétaire et dénonce « un budget en trompe-l'œil » [44] qui pousserait les universités à se tourner vers le privé. L'UNEF demande également au gouvernement de "revenir" sur la composition des Conseils (et notamment du Conseil d'Administration, où la représentation étudiante est fortement diminuée). Certains journalistes considèrent qu'elle ne souhaite en fait pas se laisser déborder par des organisations plus revendicatives (tel que SUD Étudiant, la Fédération syndicale étudiante ou la CNT Supérieur-Recherche) au risque de voir le mouvement lui échapper encore plus[45].

- La Fage, seconde association étudiante, a refusé de se joindre au mouvement étudiant de blocage des universités[46]. Elle souhaite toutefois voir augmenter la représentation des étudiants dans les Conseils.

- La Confédération étudiante considère que « la loi sur l'autonomie des universités ne pose pas de problème parce qu'[elle a] obtenu des garanties cet été avec d'autres syndicats »[47]. Elle estime que le mouvement, « lancé par des mouvements d’extrême gauche », est « antidémocratique » et que « le véritable problème des étudiants n’est pas la loi sur l’autonomie mais le manque criant de moyens financiers de l’Université »[48].

- L'UNI a soutenu et soutient cette réforme du système universitaire français. La loi sur l'autonomie des universités est pour elle un bon début et souhaite que le gouvernement aille plus loin dans la « modernisation » des universités. L’UNI se félicite par ailleurs de retrouver dans les orientations fixées par la ministre un certain nombre des propositions qu’elle avait formulées dans le cadre des groupes de travail.

- Pour Promotion et défense des étudiants (PDE), cette réforme était nécessaire. Dès 2003, PDE s’était engagée en ce sens. On retrouverait dans ce texte certaines de ses propositions. La gouvernance est réformée et renforcée pour accroître l'efficacité. Elle donne plus de place dans les décisions des universités aux représentants des grandes entreprises. Du côté de la vie étudiante, plusieurs recommandations de PDE ont été reprises : la création du poste du vice-président étudiant, la formation des élus aux conseils et la mise en place du bureau d’aide à l’insertion professionnelle. L'organisation regrette néanmoins que le texte réduise la représentation étudiante au conseil d’administration, qu’il n’intègre pas les étudiants au sein de l’exécutif universitaire et qu’il n’aborde pas la problématique des politiques de site.

- SUD Étudiant est l'un des acteurs majeurs de la contestation de la loi LRU et a ainsi édité une brochure[49] contre la loi qu'il juge dangereuse et qui constituerait notamment un pas vers la privatisation des universités. Le syndicat demande de fait l'abrogation de la loi LRU ainsi qu'une nouvelle loi qui répondrait à ce qu'il estime être les attentes de la communauté universitaire (renforcement démocratique, coopération plutôt que concurrence entre les établissements, modification des relations entre composantes et services communs, etc). Il a formulé certaines propositions pour des réorganisations importantes de l'enseignement supérieur.

- La Fédération syndicale étudiante s'est fortement opposée à la réforme. En effet, dès l'année universitaire 2006-2007 ce syndicat a lancé une campagne contre « la mise à mort programmée de l'enseignement public » qui dénonçait le rapport Hetzel (rapport que reprend la LRU)[réf. nécessaire]. De plus cette fédération a commencé à mobiliser les étudiants dans les universités dès les chaînes d'inscription de juillet 2007, pour créer un mouvement contre cette loi via notamment un document de quatre pages d'analyses. Elle participe activement au mouvement de grève dans les universités en défendant l'auto-organisation des luttes étudiantes (assemblées générales souveraines, coordinations nationales…).

- Les différents groupes anarchistes et autonomes universitaires se sont opposés à ce projet avant l'été 2007 et ont ensuite réclamé son abrogation (Caen, Rouen…).

### Autres organisations de l'enseignement supérieur
La Conférence des présidents d'université, qui regroupe les présidents d'universités et des directeurs d'instituts et d'écoles, s'est déclarée à la majorité favorable à la loi. Dans une tribune du journal Le Monde, 7 des 9 présidents d'université de Paris ont rappelé que la loi présentait selon eux des « avancées décisives » et constituait un « élan nouveau » pour les universités. Selon sept présidents d'université, « briser cet élan serait une régression dramatique pour [les] établissements ». Jean-Robert Pitte considère pour sa part que la loi va dans l'« intérêt même des étudiants ». Toutes les voix ne sont cependant pas concordantes : Pascal Binczak, le président de l'université Paris-VIII, a affirmé à plusieurs reprises son opposition à la loi.
À l'inverse de la majorité des présidents d'université, les syndicats des professeurs de l'enseignement supérieur et les conseils centraux se sont majoritairement opposés à la loi. Pour Jean Fabbri, secrétaire général du Snesup, principal syndicat des enseignants-chercheurs (MCF et PR)« ce texte ne correspond pas aux priorités de l'enseignement supérieur et de la recherche[réf. nécessaire] » ; « l'université a avant tout besoin de moyens supplémentaires[réf. nécessaire] ». Le mouvement de lutte du personnel a pris ensuite de nouvelles formes (vote dans les CA contre la loi, un grand nombre de CNU s'y est également opposé…) avant de s'essouffler. 
SUD Éducation, SUD Recherche EPST, CNT Supérieur-Recherche, CNT Fédération des Travailleurs de l'Education et la FERC SUP CGT demandent l'abrogation de la loi LRU.
L'UEC (Union des étudiants communistes) s'est tout de suite prononcé pour l'abrogation de cette loi car celle-ci s'oppose, selon elle, au développement d’un enseignement supérieur public et démocratisé permettant la réussite de tous, place l’université au service des besoins du marché et affaiblit la démocratie universitaire. l'UEC a aussi dénoncé la spécialisation à outrance de la 3e année de Licence qui aurait comme conséquence une redéfinition des savoirs enseignés et évoqué son inquiétude face à une possible secondarisation du premier cycle et face à l’absence d’un véritable statut pour les stagiaires. Enfin, L'UEC a, à de nombreuses reprises, pris position contre la répression orchestrée contre le mouvement étudiant pour l'abrogation de la LRU.
L'opposition à la loi a fait l'objet d'une pétition, dite « Appel des Cordeliers », selon laquelle en dépit des objectifs affichés, la loi aurait pour objet de « recomposer le paysage universitaire en instituant des mécanismes concurrentiels entre universités et entre individus en réduisant l’expression et le contrôle démocratique, à l’opposé d’une logique de service public ». La concentration de plus de pouvoirs dans les mains du président d'université, notamment à travers les articles 15 et 16 qui lui permettent de recruter « pour une durée déterminée ou indéterminée des agents contractuels […] pour assurer […] des fonctions d'enseignement ou de recherche », ou le fait que le CEVU et le CS deviennent purement consultatifs, sont perçus comme un danger : ainsi, selon le mouvement Sauvons la recherche, certains dispositifs du projet de loi constituent un « premier pas vers la restauration du mandarinat ».
Le 20 novembre 2008, l'Association des directeurs d'IUT (ADIUT) lance une pétition contre la réforme du financement des IUT que la loi LRU doit imposer. Une journée de mobilisation est organisée dans les 116 IUT de France le 25 novembre 2008, afin de lutter contre la réforme de l'attribution des moyens alloués par l'État aux IUT. Selon la LRU, ces moyens devraient en effet être remis aux universités au lieu d'être accordés directement aux IUT, ce qui risquerait, selon l'ADIUT, d'engendrer de graves disparités entre les différents IUT de France, et de provoquer l'asphyxie financière d'un bon nombre d'IUT. 
Le statut des enseignants-chercheurs est aussi un motif d'inquiétude,.

### Autres parties prenantes
Le monde de l'entreprise appelé à jouer un rôle plus important par les fondations a exprimé son soutien à la loi LRU et son inquiétude vis-à-vis des slogans très anti-patronaux exprimés lors de certains blocages d'universités tandis que Laurence Parisot parle de « malentendus et de clichés ».

### Réactions politiques
La loi a été soutenue par l'Union pour un mouvement populaire, le Nouveau Centre et le Mouvement démocrate. Le Parti socialiste s'est dit favorable au « principe de l'autonomie » tout en demandant des garanties financières tandis que le Parti communiste français et Les Verts  demandaient l'abrogation de la loi.
D'autres organisations de gauche non représentées à l'Assemblée nationale demandaient aussi l'abrogation de la loi, notamment la Ligue communiste révolutionnaire et Lutte ouvrière.

## Mouvement de contestation
Depuis la rentrée universitaire d'octobre 2007, plusieurs mouvements de grève étudiante se sont déroulés sur de nombreuses universités (grève souvent accompagnée de piquets de grève, voire d'occupation d'universités). Un premier « blocage » a débuté le 29 octobre 2007 à l'université de Rouen tandis que des « barrages filtrants » avaient été mis en place dans certaines universités. Certaines universités dont Tolbiac (Paris-I) avaient été fermées administrativement pour empêcher l'occupation des universités par les grévistes, ce qui n'avait pas empêché dans ce cas l'occupation par 100 à 200 étudiants. Les grévistes ont été expulsés dans la nuit. Le 9 novembre, une quinzaine d'universités sont « bloquées », à la suite d'assemblées générales, et une quarantaine en grève[réf. souhaitée]. Des étudiants se sont également organisés dans des mouvements « anti-blocage », afin d'obtenir la réouverture des universités au nom de leur « liberté d'étudier »,, tandis que certaines organisations participaient à une contre-manifestation.
Un Collectif étudiant contre l'autonomie des universités (CECAU), formé des syndicats se réclamant du syndicalisme de lutte (SUD Étudiant et la Fédération syndicale étudiante), du Mouvement jeunes communistes de France par la voie de Union des étudiants communistes,  et de la Ligue communiste révolutionnaire (Union des étudiants communistes et Jeunesses communistes révolutionnaires), s'est formé pour soutenir le mouvement. L'UNEF, qui a négocié le texte de loi, ne s'est pas associée directement au CECAU mais a adopté une position ambiguë en appelant à participer aux assemblées générales ou à manifester afin d'obtenir des modifications législatives. Certaines sections locales de l'organisation, principalement membres de la TUUD (tendance minoritaire de l'UNEF) sont pourtant pleinement impliquées dans les mouvements de grève. Les autres associations étudiantes, la FAGE, la Confédération étudiante, Promotion et défense des étudiants et l'UNI, ont refusé de prendre part aux mouvements de grève, voire appellent à des manifestations contre ceux-ci.
Les députés du groupe socialiste à l'Assemblée se sont prononcés contre les blocages. Selon l'UNI, qui se considère comme « la droite universitaire », la loi sur l'autonomie des universités n'est qu'un « prétexte » utilisé par l'extrême-gauche pour des blocages purement politiques et qui prennent en « otage » les étudiants. Valérie Pécresse a pour sa part dénoncé un conflit qu'elle a qualifié de « politique ». Certains présidents d'université ont pour leur part dénoncé un « noyautage » du mouvement par des « groupuscules d'extrême-gauche ». Pour Jean-Pierre Finance, premier vice-président de la Conférence des présidents d'université, « une centaine d'individus, issus des groupes comme la CNT, SUD Étudiant ou la LCR, se déplacent de fac en fac. Le 8 novembre, comme le site de Tolbiac de Paris-I était fermé, ils sont venus à Nanterre ». Olivier Audéoud, président de l'université de Nanterre, déclarait que « 600 à 800 étudiants ont décidé d'un blocage pour 34 000 étudiants ». Le président de l'université de Rennes II a comparé le blocage à un « comportement terroriste. […] C'est l'impuissance des démocraties face aux régimes totalitaires ». Il a également déclaré que des « groupes déterminés ayant sous le manteau des battes de baseball » étaient présents pour organiser le blocage malgré le vote des étudiants à 62 % pour la reprise des cours, Ce chiffre de 62 % serait entaché d'irrégularités selon les grévistes mais l'UNEF l'a reconnu comme valide. Les organisations visées par ces attaques du président contestent vivement sa vision des choses. Le président de l'université a fait respecter la décision du vote en faisant expulser les étudiants grévistes dans la nuit du 15 novembre par 300 agents des forces de l'ordre. Dans le même temps, d'autres universités ayant organisé des votes à bulletin secret n'ont pas empêché le mouvement de s'étendre, c'est le cas à Lille 3 où le blocage l'a emporté lors d'un vote à bulletin secret ou encore au Havre. Les établissements où les votes en faveur des blocages étaient majoritaires sont aussi évacués par les gendarmes mobiles et les CRS[réf. nécessaire].
Le 27 novembre 2007, Valérie Pécresse réunit les organisations étudiantes représentatives et annonce une augmentation du budget des universités de 50 % sur 5 ans (il passerait de 10 à 15 milliards), la création d'un 6e échelon de bourse, ainsi que l'instauration d'une circulaire adressée aux présidents d'université pour leur préciser que l'orientation active ne saurait se transformer en sélection à l'entrée de l'université. La Ministre annonce également la création d'un groupe de travail ayant pour mission d'assurer le cadrage national des intitulés de diplômes, ainsi que l'harmonisation "par le haut" des conditions d'examen, ces dernières mesures constituant une modification de la réforme Licence-Master-Doctorat (LMD), qui accordait plus d'autonomie aux universités sur le plan pédagogique. Forte de ces garanties, et après avoir consulté ses adhérents, l'UNEF a appelé à la « levée des blocages ».
Fin décembre, le mouvement de protestation est au point mort.
Début 2009, un mouvement initié par les enseignants-chercheurs conteste à nouveau la loi LRU et notamment la modification du décret définissant leur statut qui en est une conséquence directe. La masterisation de la formation des enseignants et les moyens alloués aux universités sont aussi critiqués. Les syndicats enseignants, les syndicats étudiants, la CPU et même une fédération d'associations généralement absente des mobilisations, la FAGE, s'est jointe au mouvement.

## Application et accompagnement de la réforme

### Passage progressif à l'autonomie élargie
Les 85 universités françaises et d'autres établissements assimilés ont accédé par vagues à une autonomie élargie. Les 20 premières ont ainsi reçu de nouvelles compétences le 1er janvier 2009. Elles peuvent en particulier disposer de nouvelles compétences budgétaires. Elles bénéficient d'une subvention exceptionnelle de 250 000 euros.
Le 1er janvier 2009, dix-huit universités sont passées aux compétences élargies en matière budgétaire et de gestion des ressources humaines (parmi elles, huit demandent la responsabilité de leur immobilier) : l'Université Aix-Marseille 2, l'Université de Cergy-Pontoise, l'Université de Clermont-Ferrand 1, l'Université de Corse, l'Université de Limoges, l'Université de Lyon 1, l'Université de Marne-la-Vallée, l'Université de Montpellier 1, l'Université de Mulhouse, l'Université de Nancy 1, l'Université Paris Descartes (Paris 5), l'Université de Paris 6, l'Université de Paris 7, l'Université de La Rochelle, l'Université de Saint-Étienne, l'Université de Strasbourg (Fusion de Université de Strasbourg 1, Université de Strasbourg 2 et Université de Strasbourg 3), l'Université de Toulouse 1 et l’Université de technologie de Troyes,. Elles délivrent 35 000 feuilles de paie de façon autonome.
Le 1er janvier 2010, les deux Écoles normales supérieures de Lyon (ENS Lyon), l'Université de technologie de Belfort-Montbéliard, l'Université de technologie de Compiègne et dix-neuf universités sont passées également aux compétences élargies : Aix-Marseille-III, Besançon, Bordeaux-I et Bordeaux-II, Brest, Bretagne-Sud, Clermont-Ferrand-II, Université de Dijon, Lille-II, Littoral, Lyon-III, Metz, Montpellier-II, Nantes,  Nice, Paris-II, Paris-XI, Paris-XII,Paris-XIII, Toulouse-III, Tours, Valenciennes, Versailles Saint-Quentin.
Au 1er janvier 2011, 90 % des universités ont opté pour une gestion autonome. En 2012, les quatre-vingt-trois universités françaises devront être passées aux compétences élargies et pourront obtenir la responsabilité de leur immobilier.
La loi LRU est régulièrement présentée comme un des succès du mandat de Nicolas Sarkozy. Ainsi, un rapport d'information sénatorial indique qu'elle a permis de renforcer « l'attractivité des postes administratifs des universités », ainsi que le recrutement de professeurs étrangers renommés, comme le prix Nobel de physique George Smoot à Paris-VII. Il constate par ailleurs que les dépenses de masse salariale des établissements devenus autonomes n'ont connu « aucun dérapage majeur ».

### Formations en accompagnement de la réforme
L'IAE Gustave Eiffel (Institut d'administration des entreprises, rattaché à Paris-12) a mis en place un Master 2 « Développement et Management des Universités », qui a ouvert en septembre 2009 et dont les débouchés sont « toutes les fonctions de soutien réalisées par des cadres des établissements d’enseignement supérieur (…), notamment celles qui sont liées à l’accompagnement de la réforme LRU ».
L'École supérieure de l'éducation nationale et l'Agence de mutualisation des universités et des établissements ont également mis en place des formations pour accompagner les cadres des universités appelées à exercer de nouvelles compétences.

## Modifications ultérieures
En 2013, la loi relative à l'enseignement supérieur et à la recherche revoit quelques points sur la gouvernance des universités, en particulier sur la composition du conseil d’administration. Le conseil scientifique et le conseil des études et de la vie étudiante sont transformés respectivement en commission recherche et en commission formation. Réunies, celles-ci forment le conseil académique.

## Bilan
En 2012, un rapport de l'Inspection Générale de l’Administration de l’Éducation Nationale et de la Recherche (IGAENR) souligne que la loi LRU a « notablement aggravé » les déséquilibres dans la représentation étudiante au CNESER entre les différents établissements universitaires.
En 2017, Philippe Gillet, qui était directeur de cabinet de Valérie Pécresse, estime que la loi n’est pas allé assez loin. De plus certaines dispositions n’ont pas été saisies par les universités. Selon lui, la détérioration de la situation financière des établissements qui est survenue après la loi est liée à une mauvaise gestion de leur part.
Pour Danielle Tartakowsky, présidente de l'université Paris 8 de 2012 à 2016, l’autonomie a toujours été demandée par les universités, mais devrait s’accompagner de moyens supplémentaires de l’État, dans un contexte d’augmentation du nombre d’étudiants. La loi LRU a participé à une évolution vers un traitement différencié des établissements. L'espace des UFR, qui était prédominant pour élaborer les stratégies d'enseignement et  de recherche depuis la loi Faure, est remplacé par l'espace des établissements.